# Dora Bright
Dora Bright, de son nom complet Dora Estella Bright-Knatchbull, née le 16 août 1863 à Sheffield et morte le 16 novembre 1951 à Babington, est une pianiste et compositrice britannique.

## Biographie
Dora Bright est née à Stanton Broom, quartier de Sheffield, dans le Yorkshire. Son père est Augustus Bright, un coutelier et fournisseur. Il meurt le 1er novembre 1880. Sa mère est Katherine Coveney Pitt, actrice, dramaturge et gérante d'une compagnie de théâtre. Dora Bright joue dans Dane's Dyke avec sa mère au Théâtre Royal. 
En 1881, elle entre comme élève à l’Académie Royale de Musique jusqu'en 1888. Elle étudie auprès de Walter Cecil Macfarren (en) et Ebenezer Prout. En 1884, elle obtint le prix Potter. Elle est la première femme à recevoir la médaille Charles Lucas pour une composition (Air et Variations pour quatuor à cordes, 1888). Pendant ses études elle se lie à Edward German et sa fiancée Ethel Boyce. Ethel Boyce est notamment sa partenaire pour la création des Variations sur un thème original de Sir George Alexander Macfarren.
Elle devient professeure assistante dans les classes de  Walter Cecil Macfarren (piano) et Ebenezer Prout (harmonie et contrepoint).
En 1889, 1890 et 1892, Dora Bright fait des tournées en Allemagne, notamment à Dresde, Cologne et Leipzig, où elle joue son Concerto pour piano en la mineur. En 1892, elle épouse Wyndham Knatchbull. Elle réside alors à Babington et exerce une influence pour faire jouer les opéras comiques de Gilbert et Sullivan.
Elle réduit ses performances de concert à partir de 1897. Elle commence alors à composer de la musique pour la scène. Un de ses premiers succès a été The Dancing Girl and the Idol (1903), une fantaisie orientale sur un livret d'Edith Lyttelton, créé à Chatsworth House. En 1904, elle est rejouée sur demande du prince Édouard, ce dernier ayant raté la première car malade.Elle compose aussi pour les ballets d'Adeline Genée, en collaboration avec le décorateur William Charles John Pitcher (en). Ces ballets incluent The Dryad, La Camargo et La Danse. Ces ballets sont joués à Londres, mais aussi en Amérique, en Australie et en Nouvelle-Zélande.
Sa Suite Bretonne a été créé au Proms en août 1917.
Le 8 avril 1937, elle participe à un concert pour la radio de la BBC.
Le 28 avril 1939, la BBC l'enregistre en train de jouer de chez elle à Babington Home.
Vers 1940, Dora Bright commence à travailler pour le magazine Musical Opinion. Son association avec le magazine coïncide avec un changement de sa ligne éditoriale vers un axe réactionnaire et un déclin de son lectorat.
Elle meurt à Babington en 1951. Beaucoup de ses travaux ont été perdus.

## Œuvres
Elle a écrit de nombreuses œuvres de musique de chambre, de duos pour flûte et piano, de pièces pour piano seul et de mélodies.
- Concerto pour piano en la mineur ;
- Concerto pour piano en ré mineur ;
- Fantaisie en sol, pour piano et orchestre, créé aux Concerts Philharmoniques, Londres, le 11 mai 1892 ;
- Quatuor en ré, pour piano et cordes ;
- Deux duos, pour deux pianos ;
- 1888 : Variations sur un thème original de Sir George Alexander Macfarren, pour deux pianos[3] ;
- 1888 : Air et Variations, pour quatuor à cordes ;
- Suite, pour violon et piano ;
- Berceuse, pour piano ;
- Tarentelle, pour piano ;
- Liebeslied, pour piano ;
- To blossom, pour voix et piano ;
- To music, pour voix et piano ;
- Primrose, pour voix et piano ;
- Who is Sylvia, pour voix et piano.